# 青盤 (MUCCのシングル)
「青盤」（あおばん）は、ムックの2枚目のシングル。

## 概要
- 「赤盤」と同時発売。
- 「嘘で歪む心臓」は再録された上で2枚目のアルバム『葬ラ謳』に収録された。
- 「家路」は2003年と2018年に再録され、2018年版は会場限定シングルとしてリリースされた。同シングルには「青盤」収録バージョンのリマスター版も収録されている。

## 収録曲
1. 明るい曲
（作曲：ミヤ）
インスト曲。
2. 家路
（作詞：逹瑯、作曲：SATOち）
3. 嘘で歪む心臓
（作詞：逹瑯、作曲：YUKKE）

## カバー
家路
- MERRY - 2017年11月22日発売の『TRIBUTE OF MUCC -縁[en]-』に収録。